# Tulku Hungkar Dorje
Tulku Hungkar Dorje (tibétain : སྤྲུལ་སྐུ་ཧཱུྃ་ཀར་རྡོ་རྗེ, Wylie : sprul sku hūṃ dkar rdo rje) né à Xian de Gadê le 15 août 1967 et mort le 28 mars 2025) est un tulkou et lama tibétain nyingmapa et gelugpa mort en détention à Hô Chi Minh-Ville.

## Biographie
Tulku Hungkar Dorje est né 15 août 1967 dans le comté de Gade, préfecture de Golog, dans l'ancienne province tibétaine de l'Amdo. Il est le fils du tertön Orgyen Kusum Lingpa (1934-2009) aussi appelé Lama Sang et Lama Pema Tumdrak Dorje, et de Kadza Dukkar Dolma. Il fait ses premières études au monastère de Lung Ngon, où il étudie les écritures bouddhistes et la culture tibétaine de 1980 à 1989. Souhaitant poursuivre sa formation, il s'exile en Inde et étudie de 1989 à 1994 au monastère de Drepung Gomang pour obtenir le diplôme de guéshé. Entre 1995 et 1997, il effectue des études supérieures aux États-Unis avant de retourner au Tibet. En 2002, le gouvernement chinois autorise son intronisation comme 10e détenteur du trône du monastère de Lung Ngon. Il effectue ensuite des études bouddhistes spécialisées à Pékin de 2004 à 2006.
Considéré comme la réincarnation de Do Khyentsé Yéshé Dorjé, lui même réincarnation de Jigme Lingpa, il défend au contraire de son prédécesseur le végétarisme strict comme seule voie juste, soutenu en cela par le 14e dalaï-lama.
En 2004, il crée la Fondation Tsongon Gesar pour le bien-être afin de promouvoir la culture de Gesar. Il fonde le lycée professionnel national Hunkar Dorje en 2007, avec l'approbation du gouvernement de la préfecture de Golog et du ministère de l'Éducation. Il crée 14 écoles primaires et collèges, offrant une éducation gratuite à des milliers d'enfants tibétains. Il fonde des monastères et académies bouddhistes.
En août 2024, le gouvernement chinois déclare sa disparition peu après son enseignement public du 21 juillet 2024. Certains supposent qu'il s'est exilé, tandis que d'autres affirment qu'il est détenu par les Chinois. Tulku Hungkar Dorje aurait été accusé d'avoir refusé d'accueillir le panchen-lama nommé par Pékin, Gyancain Norbu, lors de sa visite à Golog. De plus, il a été accusé d'avoir défié les directives de l'État en créant de manière indépendante de nombreux monastères et écoles. Les autorités l'ont également accusé d'être une figure déstabilisatrice, défendant les droits des Tibétains pauvres et marginalisés. La plupart de ces écoles auraient été fermées peu après sa disparition, et même pour l'une d'entre elles dès 2021.
Fin septembre 2024, Tulku Hungkar Dorje se serait exilé au Viêt Nam pour échapper au harcèlement au Tibet par les autorités chinoises.

### Mort en détention
Selon Ju Tenkyong, directeur de l'Institut Amnye Machen, Tulku Hungkar Dorje a été arrêté le 25 mars 2025 dans sa chambre d'hôtel à Hô-Chi-Minh-Ville lors d'une opération conjointe de la police vietnamienne et les services de renseignement chinois. Il a ensuite été transféré à un bureau local de la sécurité publique le 28 mars, où il est décédé le jour même dans des circonstances inexpliquées.
Des responsables chinois ont annoncé sa mort le 2 avril 2025 sans rendre son corps ni préciser les circonstances de sa mort.
Le 8 avril, le gouvernement tibétain en exil appelle à une enquête indépendante sur la mort de Tulku Hungkar Dorje, tandis que le gouvernement chinois interdit au monastère de Lung Ngon et aux habitants de la région d'organiser des cérémonies publiques en sa mémoire.
Le 9 avril, l'organisation internationale de défense des droits de l'homme Human Rights Watch demande au gouvernement vietnamien à lancer une enquête impartiale et transparente sur la mort de Tulku Hungkar Dorje. L'association indique que selon des informations non confirmées des moines du monastère de Lung Ngon l'ayant accompagné au Vietnam, sont également arrêtés et risquent d'être rapatriés en Chine, où ils risquent d'être torturés et persécutés,.
Le 12 avril, et le 14 avril, la communauté tibétaine en exil manifeste à l'ambassade du Vietnam et devant l'ambassade de Chine à New Delhi, celle du Royaume-Uni, à Dharamsala demandant au gouvernement vietnamien de garantir une enquête transparente et indépendante sur les circonstances de sa disparition.
Le 17 avril, selon Ju Tenkyong, le corps de Tulku Hungkar Dorje devrait être remis aux représentants de son monastère, et les autorités chinoises auraient ordonné que la cérémonie de crémation ait lieu au Vietnam et non au Tibet.
Sa mère, Kasa Dukar Dolma (tibétain : ཀ་བཟའ་གདུགས་དཀར་སྒྲོལ་མ, Wylie : ka bza' gdugs dkar sgrol ma), 85 ans, meurt le 6 mai 2025 à Golog, Amdo, des suites d'une maladie liée à la disparition et la mort suspecte de son fils. 

## Publications
Tulku Hungkar Dorje écrit plusieurs livres, dont « Tangkas à Golog : l'album Tangka du monastère de Lung Ngon » et « Le son mélodieux du rire des Vidyadharas des trois lignées ».

### Préface
- (en) Tulku Sherdor, A Path Strewn with Flowers and Bones, Blazing Wisdom Institute, 2009, 305 p. (ISBN 0980173027)